# 2012-es NBA-döntő
A 2012-es NBA-döntő az észak-amerikai kosárlabda-bajnokság 2011–12-es szezonjának 4 győzelemig tartó döntője volt, melyet a Keleti és a Nyugati főcsoport győztese, a Miami Heat és a Oklahoma City Thunder játszott egymással június 12. és 21. között. A párharcot a Miami Heat nyerte 4–1-es összesítéssel és ezzel története során második alkalommal nyerték meg a bajnokságot.

## Út a döntőig

### Alapszakasz
Az alapszakasz bérvita miatt csak 2011. december 25-én kezdődött el, a csapatok mindegyike csak 66 mérkőzést játszott.
- z – Hazai pálya előny az egész rájátszásban
- c – Hazai pálya előny a főcsoportdöntőig
- y – Csoportgyőztes
- x – Rájátszásba jutott

| Keleti főcsoport |                        |    |    |       |    |
| Hely.            | Csapat                 | Gy | V  | %     | GB |
| 1.               | (z) Chicago Bulls      | 50 | 16 | 75,8% | —  |
| 2.               | (y) Miami Heat         | 46 | 20 | 69,7% | 4  |
| 3.               | (x) Indiana Pacers     | 42 | 24 | 63,6% | 8  |
| 4.               | (y) Boston Celtics     | 39 | 27 | 59,1% | 11 |
| 5.               | (x) Atlanta Hawks      | 40 | 26 | 60,6% | 10 |
| 6.               | (x) Orlando Magic      | 37 | 29 | 56,1% | 13 |
| 7.               | (x) New York Knicks    | 36 | 30 | 54,5% | 14 |
| 8.               | (x) Philadelphia 76ers | 35 | 31 | 53,0% | 15 |
|                  |                        |    |    |       |    |
| 9.               | Milwaukee Bucks        | 31 | 35 | 47,0% | 19 |
| 10.              | Detroit Pistons        | 25 | 41 | 37,9% | 25 |
| 11.              | Toronto Raptors        | 23 | 43 | 34,8% | 27 |
| 12.              | New Jersey Nets        | 22 | 44 | 33,3% | 28 |
| 13.              | Cleveland Cavaliers    | 21 | 45 | 31,8% | 29 |
| 14.              | Washington Wizards     | 20 | 46 | 30,3% | 30 |
| 15.              | Charlotte Bobcats      | 7  | 59 | 10,6% | 43 |

| Nyugati főcsoport |                           |    |    |       |    |
| Hely.             | Csapat                    | Gy | V  | %     | GB |
| 1.                | (c) San Antonio Spurs     | 50 | 16 | 75,8% | —  |
| 2.                | (y) Oklahoma City Thunder | 47 | 19 | 71,2% | 3  |
| 3.                | (y) Los Angeles Lakers    | 41 | 25 | 62,1% | 9  |
| 4.                | (x) Memphis Grizzlies     | 41 | 25 | 62,1% | 9  |
| 5.                | (x) Los Angeles Clippers  | 40 | 26 | 60,6% | 10 |
| 6.                | (x) Denver Nuggets        | 38 | 28 | 57,6% | 12 |
| 7.                | (x) Dallas Mavericks      | 36 | 30 | 54,5% | 14 |
| 8.                | (x) Utah Jazz             | 36 | 30 | 54,5% | 14 |
|                   |                           |    |    |       |    |
| 9.                | Houston Rockets           | 34 | 32 | 51,5% | 16 |
| 10.               | Phoenix Suns              | 33 | 33 | 50,0% | 17 |
| 11.               | Portland Trail Blazers    | 28 | 38 | 42,4% | 22 |
| 12.               | Minnesota Timberwolves    | 26 | 40 | 39,4% | 24 |
| 13.               | Golden State Warriors     | 23 | 43 | 34,8% | 27 |
| 14.               | Sacramento Kings          | 22 | 44 | 33,3% | 28 |
| 15.               | New Orleans Hornets       | 21 | 45 | 31,8% | 29 |

### Rájátszás
| Miami Heat         | Miami Heat      | Miami Heat |
| ------------------ | --------------- | ---------- |
| Keleti főcsoport   |                 |            |
| Forduló            | Ellenfél        | Eredmény   |
| Első kör           | New York Knicks | 4–1        |
| Főcsoport-elődöntő | Indiana Pacers  | 4–2        |
| Főcsoport-döntő    | Boston Celtics  | 4–3        |

| Oklahoma City Thunder | Oklahoma City Thunder | Oklahoma City Thunder |
| --------------------- | --------------------- | --------------------- |
| Nyugati főcsoport     |                       |                       |
| Forduló               | Ellenfél              | Eredmény              |
| Első kör              | Dallas Mavericks      | 4–0                   |
| Főcsoport-elődöntő    | Los Angeles Lakers    | 4–2                   |
| Főcsoport-döntő       | San Antonio Spurs     | 4–2                   |

## A döntő
Valamennyi időpont az keleti parti idő szerint van feltüntetve.

### 1. mérkőzés
| 2012. június 12. 21:00           | Oklahoma City Thunder                    | 105–94    | Miami Heat       | Chesapeake Energy Arena, Oklahoma City Nézőszám: 18 203 Játékvezetők: - No. 13 Monty McCutchen - No. 14 Ed Malloy - No. 9 Derrick Stafford |
| 2012. június 12. 21:00           | (22–29, 25–25, 27–19, 31–21) Jegyzőkönyv |           |                  | Chesapeake Energy Arena, Oklahoma City Nézőszám: 18 203 Játékvezetők: - No. 13 Monty McCutchen - No. 14 Ed Malloy - No. 9 Derrick Stafford |
| 2012. június 12. 21:00           | Kevin Durant 36                          | Pont      | LeBron James 30  | Chesapeake Energy Arena, Oklahoma City Nézőszám: 18 203 Játékvezetők: - No. 13 Monty McCutchen - No. 14 Ed Malloy - No. 9 Derrick Stafford |
| 2012. június 12. 21:00           | Nick Collison 10                         | Lepattanó | Udonis Haslem 11 | Chesapeake Energy Arena, Oklahoma City Nézőszám: 18 203 Játékvezetők: - No. 13 Monty McCutchen - No. 14 Ed Malloy - No. 9 Derrick Stafford |
| 2012. június 12. 21:00           | Russell Westbrook 11                     | Gólpassz  | Dwyane Wade 8    | Chesapeake Energy Arena, Oklahoma City Nézőszám: 18 203 Játékvezetők: - No. 13 Monty McCutchen - No. 14 Ed Malloy - No. 9 Derrick Stafford |
| Oklahoma City Thunder vezet, 1–0 |                                          |           |                  | Chesapeake Energy Arena, Oklahoma City Nézőszám: 18 203 Játékvezetők: - No. 13 Monty McCutchen - No. 14 Ed Malloy - No. 9 Derrick Stafford |

### 2. mérkőzés
| 2012. június 14. 21:00 | Oklahoma City Thunder                    | 96–100    | Miami Heat      | Chesapeake Energy Arena, Oklahoma City Nézőszám: 18 203 Játékvezetők: - No. 43 Dan Crawford - No. 25 Tony Brothers - No. 49 Tom Washington |
| 2012. június 14. 21:00 | (15–27, 28–28, 24–23, 29–22) Jegyzőkönyv |           |                 | Chesapeake Energy Arena, Oklahoma City Nézőszám: 18 203 Játékvezetők: - No. 43 Dan Crawford - No. 25 Tony Brothers - No. 49 Tom Washington |
| 2012. június 14. 21:00 | Kevin Durant 32                          | Pont      | LeBron James 32 | Chesapeake Energy Arena, Oklahoma City Nézőszám: 18 203 Játékvezetők: - No. 43 Dan Crawford - No. 25 Tony Brothers - No. 49 Tom Washington |
| 2012. június 14. 21:00 | Perkins, Westbrook 8                     | Lepattanó | Chris Bosh 15   | Chesapeake Energy Arena, Oklahoma City Nézőszám: 18 203 Játékvezetők: - No. 43 Dan Crawford - No. 25 Tony Brothers - No. 49 Tom Washington |
| 2012. június 14. 21:00 | Russell Westbrook 7                      | Gólpassz  | James, Wade 5   | Chesapeake Energy Arena, Oklahoma City Nézőszám: 18 203 Játékvezetők: - No. 43 Dan Crawford - No. 25 Tony Brothers - No. 49 Tom Washington |
| döntetlen állás, 1–1   |                                          |           |                 | Chesapeake Energy Arena, Oklahoma City Nézőszám: 18 203 Játékvezetők: - No. 43 Dan Crawford - No. 25 Tony Brothers - No. 49 Tom Washington |

### 3. mérkőzés
| 2012. június 17. 20:00 | Miami Heat                               | 91–85     | Oklahoma City Thunder | American Airlines Arena, Miami Nézőszám: 20 003 Játékvezetők: - No. 17 Joe Crawford - No. 19 James Capers - No. 41 Ken Mauer |
| 2012. június 17. 20:00 | (26–20, 21–26, 22–21, 22–18) Jegyzőkönyv |           |                       | American Airlines Arena, Miami Nézőszám: 20 003 Játékvezetők: - No. 17 Joe Crawford - No. 19 James Capers - No. 41 Ken Mauer |
| 2012. június 17. 20:00 | LeBron James 29                          | Pont      | Kevin Durant 25       | American Airlines Arena, Miami Nézőszám: 20 003 Játékvezetők: - No. 17 Joe Crawford - No. 19 James Capers - No. 41 Ken Mauer |
| 2012. június 17. 20:00 | LeBron James 14                          | Lepattanó | Kendrick Perkins 12   | American Airlines Arena, Miami Nézőszám: 20 003 Játékvezetők: - No. 17 Joe Crawford - No. 19 James Capers - No. 41 Ken Mauer |
| 2012. június 17. 20:00 | Dwyane Wade 7                            | Gólpassz  | James Harden 6        | American Airlines Arena, Miami Nézőszám: 20 003 Játékvezetők: - No. 17 Joe Crawford - No. 19 James Capers - No. 41 Ken Mauer |
| Miami Heat vezet, 2–1  |                                          |           |                       | American Airlines Arena, Miami Nézőszám: 20 003 Játékvezetők: - No. 17 Joe Crawford - No. 19 James Capers - No. 41 Ken Mauer |

### 4. mérkőzés
| 2012. június 19. 21:00 | Miami Heat                               | 104–98    | Oklahoma City Thunder | American Airlines Arena, Miami Nézőszám: 20 003 Játékvezetők: - No. 48 Scott Foster - No. 24 Mike Callahan - No. 55 Bill Kennedy |
| 2012. június 19. 21:00 | (19–33, 27–16, 33–26, 25–23) Jegyzőkönyv |           |                       | American Airlines Arena, Miami Nézőszám: 20 003 Játékvezetők: - No. 48 Scott Foster - No. 24 Mike Callahan - No. 55 Bill Kennedy |
| 2012. június 19. 21:00 | LeBron James 26                          | Pont      | Russell Westbrook 43  | American Airlines Arena, Miami Nézőszám: 20 003 Játékvezetők: - No. 48 Scott Foster - No. 24 Mike Callahan - No. 55 Bill Kennedy |
| 2012. június 19. 21:00 | Bosh, James 9                            | Lepattanó | James Harden 10       | American Airlines Arena, Miami Nézőszám: 20 003 Játékvezetők: - No. 48 Scott Foster - No. 24 Mike Callahan - No. 55 Bill Kennedy |
| 2012. június 19. 21:00 | LeBron James 12                          | Gólpassz  | Russell Westbrook 5   | American Airlines Arena, Miami Nézőszám: 20 003 Játékvezetők: - No. 48 Scott Foster - No. 24 Mike Callahan - No. 55 Bill Kennedy |
| Miami Heat vezet, 3–1  |                                          |           |                       | American Airlines Arena, Miami Nézőszám: 20 003 Játékvezetők: - No. 48 Scott Foster - No. 24 Mike Callahan - No. 55 Bill Kennedy |

### 5. mérkőzés
| 2012. június 21. 21:00   | Miami Heat                               | 121–106   | Oklahoma City Thunder | American Airlines Arena, Miami Nézőszám: 20 003 Játékvezetők: - No. 43 Dan Crawford - No. 13 Monty McCutchen - No. 9 Derrick Stafford |
| 2012. június 21. 21:00   | (31–26, 28–23, 36–22, 26–35) Jegyzőkönyv |           |                       | American Airlines Arena, Miami Nézőszám: 20 003 Játékvezetők: - No. 43 Dan Crawford - No. 13 Monty McCutchen - No. 9 Derrick Stafford |
| 2012. június 21. 21:00   | LeBron James 26                          | Pont      | Kevin Durant 32       | American Airlines Arena, Miami Nézőszám: 20 003 Játékvezetők: - No. 43 Dan Crawford - No. 13 Monty McCutchen - No. 9 Derrick Stafford |
| 2012. június 21. 21:00   | LeBron James 11                          | Lepattanó | Kevin Durant 11       | American Airlines Arena, Miami Nézőszám: 20 003 Játékvezetők: - No. 43 Dan Crawford - No. 13 Monty McCutchen - No. 9 Derrick Stafford |
| 2012. június 21. 21:00   | LeBron James 13                          | Gólpassz  | Russell Westbrook 6   | American Airlines Arena, Miami Nézőszám: 20 003 Játékvezetők: - No. 43 Dan Crawford - No. 13 Monty McCutchen - No. 9 Derrick Stafford |
| Miami Heat győzelem, 4–1 |                                          |           |                       | American Airlines Arena, Miami Nézőszám: 20 003 Játékvezetők: - No. 43 Dan Crawford - No. 13 Monty McCutchen - No. 9 Derrick Stafford |